# Arthur Marschall von Bieberstein
Arthur Karl Lebrecht Marschall von Bieberstein (* 15. Dezember 1816 in Bunzlau; † 13. Dezember 1885 in Kassel) war ein preußischer Generalleutnant.

## Leben

### Herkunft
Arthur war ein Sohn des preußischen Rittmeisters und späteren Landrats des Kreises Oppeln Franz Marschall von Bieberstein (1782–1837) und dessen Ehefrau Auguste, geborene Schüler (1793–1848).

### Militärkarriere
Bieberstein besuchte die Kadettenhäuser in Potsdam und Berlin. Anschließend wurde er 14. August 1834 als Sekondeleutnant dem 33. Infanterie-Regiment (1. Reserve-Regiment) der Preußischen Armee in Thorn überwiesen. Vom 1. September 1842 bis zum 30. Juni 1849 war er Bataillonsadjutant und stieg Mitte Februar 1849 zum Premierleutnant auf. Während der Mobilmachung wurde er am 1. Dezember 1850 Adjutant der mobilen 1. Division. Auf ein Jahr war Bieberstein ab März 1851 zur Dienstleistung als der 1. Landwehr-Brigade kommandiert. Er avancierte Ende Juni 1852 zum Hauptmann und wurde am 15. Oktober 1853 zum Kompaniechef in seinem Stammregiment ernannt. Er wurde am 1. Juli 1860 zum Major befördert und am 12. Oktober 1862 zum Kommandeur des II. Bataillons ernannt. Er stieg am 18. Juni 1865 zum Oberstleutnant auf. Während des Deutschen Krieges befand Bieberstein sich 1866 bei der Vorhut der Elbarmee und nahm an den Kämpfen bei Hühnerwasser, Münchengrätz, Znain, Jetzelsdorf und Ebersdorf sowie Königgrätz Teil. Er erhielt den Roten Adlerorden IV. Klasse mit Schwertern, wurde nach dem Friedensschluss am 30. Oktober 1866 als Kommandeur des Infanterie-Regiment Nr. 83 nach Fulda versetzt sowie am 31. Dezember 1866 mit Patent vom 30. Oktober 1866 zum Oberst befördert.
Während der Mobilmachung anlässlich des Krieges gegen Frankreich beauftragte man ihn am 7. August 1870 mit der Führung der 44. Infanterie-Brigade. Bieberstein führte diesen Großverband bei Weißenburg, Wörth, Sedan, Artenay, Orleans, Loigny–Poupry, Chateaudun, Chartres, Cravant und Freteval. Ausgezeichnet mit beiden Klassen des Eisernen Kreuzes wurde Bieberstein nach dem Krieg am 17. Juni 1871 für das Friedensverhältnis als Kommandeur der 44. Infanterie-Brigade bestätigt und am 18. August 1871 zum Generalmajor befördert. Unter Verleihung des Roten Adlerordens II. Klasse mit Eichenlaub und Schwertern am Ringe wurde er am 7. August 1874 mit Pension zur Disposition gestellt. Nach seiner Verabschiedung erhielt Bieberstein am 24. September 1878 den Charakter als Generalleutnant.

### Familie
Bieberstein verheiratete sich am 5. Februar 1841 in Thorn mit Mathilde Hohmann (1809–1885), Tochter des Tuchfabrikanten Gottlieb Hohmann. Die Ehe blieb kinderlos.